# Александровка (Рузаевский район)
Александровка — деревня в составе  Архангельско-Голицынского сельского поселения Рузаевского района Республики Мордовия.

## География
Находится на расстоянии примерно 2 км на юго-восток от районного центра города Рузаевка вблизи железнодорожной линии Рузаевка-Пенза.

## История
Известна с 1869 году как владельческая деревня Саранского уезда из 38 дворов, альтернативное название Митрофановка (оба названия по владельцам Александру и Митрофану Голицыным).

## Население
Постоянное население составляло не было учтено как в 2002 году, так и в 2010 году .